# Arsis y tesis

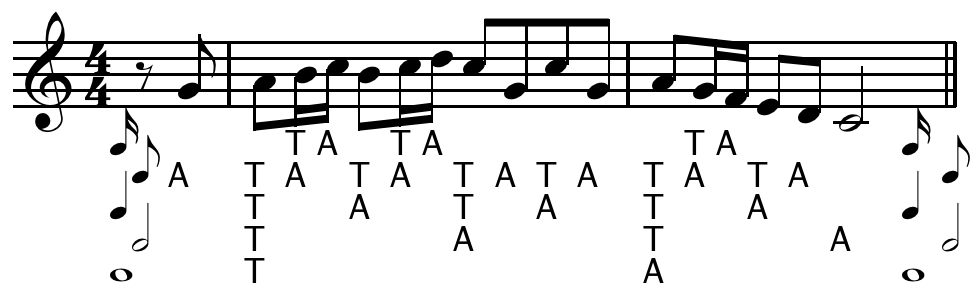
Conjunto de Notas. A=Arsis, T=Tesis.

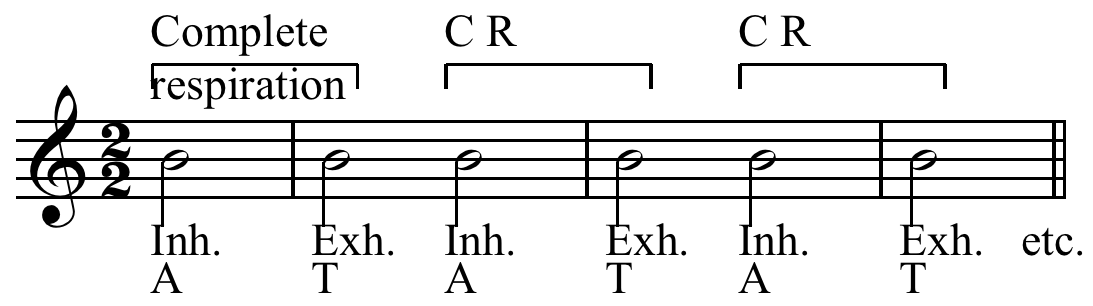
Se dice que los ritmos y metros de compás binario y terciario se originan en los movimientos humanos. Inh.=Inhalación, Exh.=Exhalación.

En música y prosodia, arsis y tesis son, respectivamente, la parte más fuerte y la más débil de un compás musical o de un pie poético. Tales rasgos corresponden a las artes musicales y poéticas de la Antigua Grecia. La arsis y la tesis son el incremento y la disminución del pie en el ritmo del compás, o el subir y el bajar de la voz en la entonación o en el acento. Consecuentemente, en la música y en la métrica griegas la arsis es una nota inacentuada (anacrusis), pero en la poesía latina y en la poesía moderna es la sílaba acentuada (ictus).

## En la poesía clásica y la poesía moderna
En el hexámetro dactílico latino y griego, la parte fuerte de un pie es la primera sílaba — siempre larga — y la parte débil que viene después — dos sílabas cortas (dáctilo) o una sílaba larga (espondeo: largo—largo). Debido a que la poesía clásica no estaba basada en el acento, la arsis es a menudo átona; sólo se distingue por su persistente duración.
.
- Arma virumque canō, Trōiae quī prīmus ab ōrīs...
De los brazos y el hombre que yo canto, que fue el primero de la costa de Troya... — la Eneida 1:1

| Ar — ma vi     | rum — que ca   | nō — Trō       | iae — quī      | prī — mus ab   | ō — rīs        |
| arsis — thesis | arsis — thesis | arsis — thesis | arsis — thesis | arsis — thesis | arsis — thesis |

En inglés, al igual que en español, la poesía está basada en el acento, y, por lo tanto, arsis y tesis son la parte acentuada y la átona de un pie.

## Etimología
En griego antiguo, ἄρσις (ársis) es "elevación, mudanza, aumento del pie en el pulso del compás", de αἴρω aírō o ἀείρω aeírō "levanto". La i en aírō es un sufijo para el tiempo presente y, que cambió de lugar con la letra r, por metátesis.
En griego antiguo, θέσις (thésis) es "declinación, estacionamiento, compostura", de τίθημι títhēmi (de la raíz θε/θη, the/thē, con reduplicación) "Pongo, estaciono, coloco".